# Luberadzyk
Luberadzyk es un pueblo de Polonia, en Mazovia.  Se encuentra en el distrito (Gmina) de Ojrzeń, perteneciente al condado (Powiat) de Ciechanów. Se encuentra aproximadamente a 7 km al suroeste de Ojrzeń, 19 km al suroeste de Ciechanów, y a 68 km  al noroeste de Varsovia. Su población es de 60 habitantes.
Entre 1975 y 1998 perteneció al voivodato de Ciechanów.